# نداء الحب (فلم)
نداء الحب (بالإنجليزية: The appeal of love) هو فيلم سينمائي درامي مصري من إنتاج 1956 إخراج: إلهامى حسن وتأليف: محمد عبدالقادر المازني وإبراهيم المازني وتمثيل: حسين رياض، زهرة العلا، كوثر رمزي، شكري سرحان عبد المنعم إبراهيم، ماري عز الدين.

## قصة الفيلم
يقع الأستاذ الجامعي الدكتور بديع (حسين رياض) في غرام تلميذته ناديه عزت (زهرة العلا)، وهو في نفس الوقت مؤلف قصص، تتصل فتاة مشلولة إلهام (كوثر رمزي) بالأستاذ، وتبثه مشاعرها، فيتصور أن محدثته هي تلميذته ناديه ، وأنها تنتحل شخصية مختلفة. يقع في غرام التلميذه ويتقدم لخطبتها، لكنه يصدم عندما يعرف أن تلميذته تحب شابًا آخر، ثم يعاود الاتصال بفتاة التليفون المشلولة، ويتمكن من معرفة مكانها ثم يلتقيان، تحاول إخفاء حقيقتها عنه، لكنه يساعد في علاجها من الشلل، ويتزوجها.

## القصة الكاملة
الدكتور بديع (حسين رياض) أستاذ جامعى، وهو في نفس الوقت أديب مشهور ينشر قصصه مسلسلة بجريدة أخبار اليوم، وقد تعلقت به القارئة الكسيحة إلهام (كوثر رمزي)، والتي أصيبت بالشلل، كحالة نفسية منذ عامين، إثر وفاة والدها، وقد إتصلت به تليفونيا وبثته إعجابها به، وتكررت محادثتهما التليفونية، وتبادلا الإعجاب، وقد تأثرت إلهام برواياته، خصوصا روايته الأخيرة، وهي أيضا عن فتاة كسيحة، لقد أحبته إلهام على البعد، ولكنها كتمت حبها وطوت عليه ضلوعها، فأى أمل لفتاة كسيحة مقعدة، إنه لا يحق لها ان تطالب فتاها، ان يحبها وان يضحى بشبابه وحياته من أجلها، ولكن لئن كانت فقدت حقها في ان يحبها كبقية بنات حواء، فإن من حقها ان تعيش في عالم الأحلام، والحلم هو باب الأمل، والأمل هو الشيء الذي بقى لها، والذي تعيش فيه، إنه أكسير الحياة. كان الدكتور بديع يعيش مع أخته حنيفه (ماري عز الدين) وأبنائها الشباب حماده (شكري سرحان) و خيريه (وفاء)، وكانت تلميذته ناديه عزت (زهرة العلا)، يشرف على رسالتها للدكتوراه عن أثر الأدب في الصحافة الحديثة، فظن أن إلهام التي تحدثه في التليفون يوميا، هي ذاتها ناديه، ولكنها تخجل من مواجهته، فإنتحلت شخصية أخرى، فسايرها على غيها، وزاد تعلقه بها، وإنتظر اليوم الذي تصارحه فيه بحبها، حتى عندما كانت ناديه تظهر عدم درايتها، بموضوع التليفون، كان يظن ذلك مكر منها، والغريب انه علم ان ناديه ليس لديها تليفون، وأنها تتكلم من عند الجيران، فظن ان ذلك هو السبب الذي منعها أن تعطيه تليفونها، بينما كانت ناديه قد تعرفت على حماده، صديق شقيقها شاكر (نور الدمرداش) ونما الحب بقلبيهما، ولم تكن تدرى ان خاله هو أستاذها، ولم يدرى الدكتور بديع، ان ناديه تحب ابن شقيقته حماده (شكري سرحان)، وفي نفس الوقت كان عبده (عبد المنعم إبراهيم) ابن أخته الأخرى، يحب ابنة خالته خيريه، ولكن كان الدكتور بديع يقف حائلا دون زواجهما، لأن عبده كان يسرق كتبه، وكانت اخته حنيفه ترغب في زواج عبده من ابنتها خيريه (وفاء)، فكانت تحيك المؤمرات للتغلب على رفض الدكتور بديع لعبده. وقد كان الدكتور جلال (عبد العظيم كامل) الطبيب المعالج لإلهام، يبذل جهده لإخراج إلهام من حالتها النفسية، حتى يتم لها الشفاء، وكانت إلهام تصارح طبيبها بحبها وإعجابها بالدكتور بديع، وخوفها الدائم من إكتشافه لحالتها المرضية. إستبد بالدكتور بديع الشوق لمصارحة ناديه بحبه، وانتهز فرصة حصول ناديه على الدكتوراه، وأقام حفل تكريم لها في منزله، ليعلن خطوبته عليها، ولكنه فوجئ بمعرفتها بإبن شقيقته حماده، وأخبرته انه الشاب الذي إختارته، وكانت صدمة شديدة، خرج منها سريعا ليعلن خطوبة ناديه على حماده، وانتهزت اخته حنيفه الفرصة، وأعلنت خطوبة ابنتها خيريه على عبده، وتوجه الدكتور بديع لغرفة مكتبه، يفكر في إلهام التي تتصل به تليفونيا، وفوجئ بمكالمة منها، كانت هي طوَّق النجاة من حالته اليائسة، فألح عليها في مقابلة، فوافقت ودعته لمنزلها، وإضطرت للزحف على الأرض، لكى تصل إلى الباب لتفتح له، وقاومت إعاقتها حتى تغلبت عليها، وتمكنت من الوقوف بصعوبة على قدميها، وفتحت له الباب، ليفاجأ بمعاناتها، فيسارع بنقلها للمستشفى، حتى تم لها الشفاء، وعرض عليها الزواج فإرتمت في أحضانه.

## طاقم العمل
- إخراج: إلهامى حسن
- تأليف: محمد عبدالقادر المازني
- تمثيل:
  - حسين رياض الدكتور بديع
  - زهرة العلا ناديه عزت
  - كوثر رمزي إلهام
  - شكري سرحان حماده
  - عبد المنعم إبراهيم عبده
  - ماري عز الدين حنيفه
  - وفاء خيريه
  - نور الدمرداش شاكر
  - عبدالعظيم كامل الدكتور جلال
  - ثريا فخري الدادة
  - محمد شوقي سيد - الخادم
  - عواطف رمضان صباح - الخادمة
  - سهير أيوب سنابل
  - عمر عفيفي زين
  - لطفي الحكيم الدكتور لطيف لطفى لطيف
  - منير الفنجرى المجنون
  - هيرمين راقصة
  - فيفي سلامة راقصة
  - عبد الرحمن الفران مطرب
  - سميحة محمد امرأة في الشارع

## أغانى الفيلم
| الأغنية            | الملحن            | المؤلف             | الراقصة    |
| ------------------ | ----------------- | ------------------ | ---------- |
| يا حلاوة الدنيا    | محمد الموجي       | مصطفى عبد الرحمن   |            |
| اليانصيب           | عبد الحليم نويرة  | محمد على أحمد      |            |
| قالولى في الفنجان  | عبد الرحمن الفران | أحمد منصور (توضيح) | فيفي سلامة |
| موسيقى زهرة الربيع | عطية عبد الغفار   |                    | هيرمين     |

## روابط خارجية
- صفحة الفيلم على موقع السينما